# Roland L. Bragg
Roland Leon Bragg (Sabattus, 11 de junio de 1923-Nobleboro, 12 de enero de 1999) fue un militar, mecánico, hombre de negocios y líder cívico estadounidense. Un paracaidista del Ejército de los Estados Unidos durante la Segunda Guerra Mundial, recibió la Estrella de Plata, la tercera condecoración militar más alta de las Fuerzas Armadas de los Estados Unidos por valor en combate, por su «notable valentía e intrepidez en acción». Desde 2025, Fuerte Bragg lleva su nombre.

## Primeros años de vida y familia
Nació en 1923 en Sabattus, Maine, hijo de Calvin Leroy Bragg y Ella Stevenson Bragg. Su padre sirvió en el ejército durante la Primera Guerra Mundial. Cuando era niño, durante la Gran Depresión, ayudó a pagar la hipoteca familiar recorriendo en bicicleta veinte millas hasta los pueblos turísticos para vender verduras de la granja de su familia.
Se graduó de la escuela secundaria Waldoboro en 1943. Cuando tenía veinte años, se casó con Barbara Picinich, cuyo padre, Val Picinich, era receptor de los Boston Red Sox. Bragg y su esposa tuvieron tres hijos y once nietos.

## Segunda Guerra Mundial
Se alistó en el Ejército de los Estados Unidos en julio de 1943 durante la Segunda Guerra Mundial y estuvo destinado en Fuerte Bragg. Trabajó como manipulador de gases tóxicos desde julio de 1943 hasta noviembre de 1945. En agosto de 1944, fue enviado a Inglaterra. Era un paracaidista del ejército con el rango de soldado de primera clase, sirviendo en el 513.º Regimiento de Infantería Paracaidista, 17.ª División Aerotransportada durante la Batalla de las Ardenas.
Fue hecho prisionero por las tropas alemanas durante un breve tiempo, pero fue liberado por un soldado alemán que lo reconoció como compañero masón y lo dejó ir.
Condujo una ambulancia alemana capturada 32 kilómetros bajo fuego enemigo continuo para llevar a cuatro soldados heridos a un hospital aliado en Bélgica, salvando al menos una vida.  Como resultado del fuego enemigo, resultó herido en acción con quemaduras.

## Últimos años
Después de regresar a casa del servicio militar, fue propietario y operador de un taller de carrocería y fue propietario de Nobleboro Building Movers durante 25 años. Fue activo en su comunidad local, sirviendo como concejal local en Nobleboro, miembro del comité escolar en Nobleboro, presidente del comité de ciudadanos locales, oficial de cumplimiento de códigos, y en un comité de preservación histórica. Trabajó como voluntario con los Boy Scouts of America, Nobleboro Grange y Damariscotta American Legion.
En la década de 1970, la empresa de Bragg fue contratada para ayudar en la restauración histórica de Granite Hall Block. En 1974, maniobró con éxito un camión con remolque ubicado en una posición precaria que transportaba 27 000 libras de atún y pez espada desde el muelle de la planta de Muscongus Bay Fisheries en Moxie Cove, Round Pond, un proceso que tomó seis horas; se le atribuye haber salvado miles de libras de carga. Después de jubilarse en 1984, dirigió un negocio de aserradero portátil. En 1988, ayudó a dirigir las celebraciones del bicentenario de Nobleboro, que tuvieron lugar durante su mandato como concejal. Esto incluyó una presentación formal de la bandera y una ceremonia con el gobernador de Maine, John R. McKernan Jr..
Bragg vivió con trastorno por estrés postraumático después de su servicio militar. No supo si había salvado a su amigo en la guerra hasta 1993, cuando recibió una carta de John Martz, un soldado al que había salvado ese día, escribiendo que le estaría eternamente agradecido. Los dos hombres se reunieron en la casa de Martz en California.

## Muerte
Murió de cáncer el 12 de enero de 1999, a la edad de 75 años. Recibió un funeral con plenos honores masónicos y está enterrado en el cementerio Dunbar en Nobleboro, Maine.

## Premios y honores militares

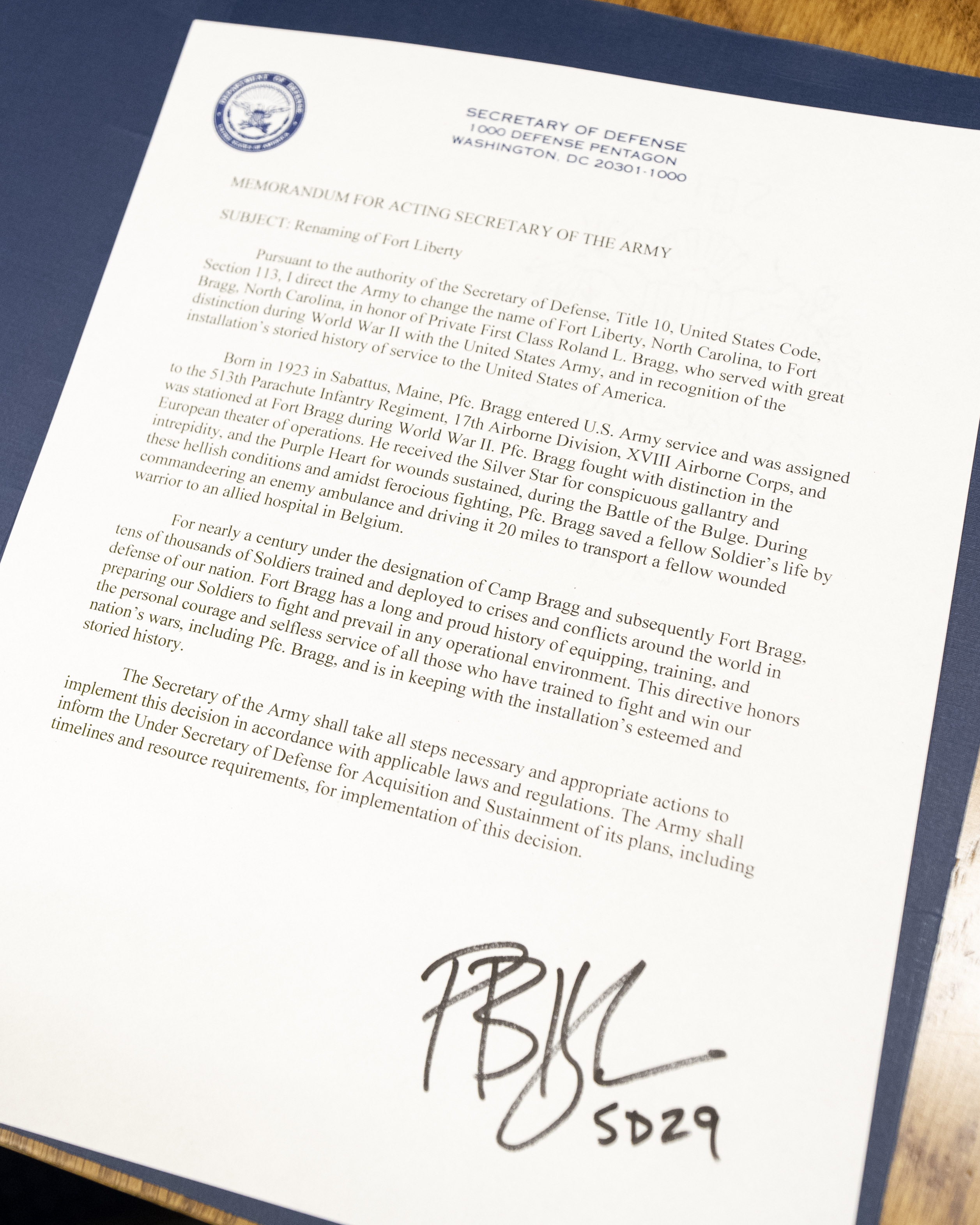
Memorándum firmado por el secretario de Defensa Pete Hegseth que cambia el nombre de Fuerte Liberty a Fuerte Bragg en honor a Roland Bragg.

En 1945, fue galardonado con la Estrella de Plata por su «notable valentía e intrepidez en acción». También recibió el Corazón Púrpura, la Medalla de Victoria de la Segunda Guerra Mundial, la Medalla de Buena Conducta, la Medalla de la Campaña Europea-Africana-Medio Oriente con tres estrellas de bronce, una Insignia de Paracaidista y una Insignia de Infantería de Combate. Su nombre figura como homenajeado en el registro federal en línea del memorial nacional a la Segunda Guerra Mundial.

### Fuerte Bragg
Fuerte Bragg recibió originalmente el nombre del general del ejército confederado y propietario de esclavos Braxton Bragg y pasó a llamarse Fuerte Liberty en 2023 después de que una ley del Congreso prohibiera nombrar instalaciones federales en honor a funcionarios confederados. El nombre de Roland L. Bragg fue uno de los miles que el público presentó antes de que la comisión de nombres tomara una decisión. En febrero de 2025, el secretario de Defensa de los Estados Unidos, Pete Hegseth, emitió un memorando que restablecía el nombre de Fuerte Bragg, esta vez en honor al soldado de primera clase Bragg.

## En la cultura popular
La historia de cómo Bragg robó una ambulancia alemana para llevar soldados heridos a un hospital aliado fue contada en el libro de John Eisenhower de 1969, The Bitter Woods.

## Lectura adicional
- Eisenhower, John S. D. (1969). The Bitter Woods: The Dramatic Story, Told at All Echelons--from Supreme Command to Squad Leader - of the Crisis that Shook the Western Coalition: Hitler's Surprise Ardennes Offensive. Nueva York: Putnam. ISBN 978-0-8983-9106-0.

- Datos: Q132194380
- Multimedia: Roland Bragg / Q132194380